# Hyospathe
Hyospathe es un género con cuatro especies de plantas de flores perteneciente a la familia  de las palmeras Arecaceae.  
Es originaria de los trópicos de Centroamérica y Suramérica.

## Descripción
Son palmas  pequeñas con espinas erectas, monoicas  de hojas pinnadas o pinnatisectas con inflorescencias infrafoliares: flores pequeñas, en espádices ramificados, de larga raquilas delgadas, con espatas largas y delgadas, en la base del espádice y al principio encerrando en ella, flores estaminadas con 3 largos pétalos estrechos valvados y 3 pequeños sépalos connados, estambres 6, flores pistiladas mucho más pequeñas, sépalos y pétalos imbricados: la fruta es una pequeña drupa elipsoide, apenas carnosa, de aproximadamente 1 cm.

## Taxonomía
El género fue descrito por Carl Friedrich Philipp von Martius y publicado en Historia Naturalis Palmarum 2(1): 1. 1823.
Etimología
Hyospathe: nombre genérico que deriva de las palabras griegas: hyo, hys = "cerdo" y spathe - "vaina o bráctea"", derivado del nombre vernáculo tajassu-ubi = "hoja de cerdo" o de la "palma de cerdo".

## Especies
- Hyospathe elegans Mart. 1823.
- Hyospathe frontinensis A.J.Hend. 2004.
- Hyospathe macrorhachis Burret 1940.
- Hyospathe peruviana A.J.Hend. 2004.